# فرناندو كليمنت (مجدف)
فرناندو كليمنت (بالإسبانية: Fernando Climent Huerta)‏ هو مجدف إسباني، ولد في 26 يوليو 1958 في Coria del Río ‏ في إسبانيا.

## وصلات خارجية
- فرناندو كليمنت على موقع الاتحاد الدولي للتجديف (الإنجليزية)
- فرناندو كليمنت على موقع أوليمبيديا (الإنجليزية)